# Сара Джаннет Данкан
Сара Джаннет Данкан (англ. Sara Jeannette Duncan; 22 грудня 1861, Брантфорд, Онтаріо, Канада — 22 липня 1922, Ештед, Мол-Веллі, Суррей, Велика Британія) — канадська та індійська письменниця та журналістка. Також публікувалася як Еверард Котс (англ. Everard Cotes).

## Життєпис
Народилася в Канаді. У 1890 році вийшла заміж за ентомолога та редактора англійської газети в Індії Еверарда Чарлза Котса. Після одруження мешкала здебільшого в Англії та Індії.